# 서울청구초등학교
서울청구초등학교는 대한민국 서울특별시 중구 신당동에 있는 공립 초등학교이다.

## 학교 연혁
- 1937년 11월 1일 경성앵구공립심상소학교 개교
- 1941년 4월 1일 경성앵구공립국민학교로 개칭
- 1945년 11월 1일 재개교
- 1946년 5월 1일 서울청구국민학교로 개칭
- 1996년 3월 1일 서울청구초등학교로 개칭
- 2000년 12월 5일 학내 전산망 설치 및 컴퓨터실 1실 증설
- 2004년 8월 15일 청구교육문화관 준공
- 2004년 10월 18일 생태습지공원 완공(학교 공원화)
- 2005년 12월 22일 도서실 현대화 및 화장실 세면기 전기 온수기 설치
- 2006년 12월 31일 인조잔디운동장 건립, 야구부 생활관 완공
- 2008년 1월 15일 영어체험학습실 개관
- 2010년 8월 31일 다목적실 준공
- 2013년 5월 7일 동산관 나뭇길 조성
- 2017년 8월 21일 동산관 교실 및 복도 바닥 교체
- 2017년 10월 22일 중앙관 꾸미고 꿈꾸는 화장실 개선 공사 완공
- 2017년 12월 20일 본관, 중앙관 외벽 개선 공사 완공
- 2018년 3월 1일 제26대 윤옥선 교장 부임
- 2018년 11월 30일 동산관 화장실 및 외벽 개선 공사 완공
- 2018년 12월 10일 운동장 놀이기구 교체
- 2019년 2월 15일 제72회 졸업식(128명)
- 2019년 8월 20일 체육관 플로링 개선
- 2019년 8월 30일 본관동 창호 개선
- 2019년 10월 15일 친환경 운동장 조성
- 2027년 11월 1일 개교 90주년

## 학교 상징
- 교화(校花) - 장미(높은 이상과 진취적인 노력) : 고귀한 품성으로 아름다운 사랑을 베푸는 사람이 되자.
- 교목(校木) - 향나무(바르고 씩씩한 기상) : 늘 푸르고 곧은 마음으로 항상 감사하고 봉사하는 사람이 되자.

## 참고 자료
- 서울청구초등학교 - 한국교육학술정보원 학교알리미